# Kościół św. Jana Chrzciciela w Ołoboku
Kościół świętego Jana Chrzciciela w Ołoboku – rzymskokatolicki kościół cmentarny należący do parafii św. Jana Ewangelisty w Ołoboku (dekanat Ołobok diecezji kaliskiej).
Jest to świątynia wzniesiona na początku XVI wieku (zapewne w 1521 roku). Ufundowana została przez cysterki ołobockie. Budowla była remontowana w 1744, 1752 (dobudowano wówczas wieżyczki na sygnaturkę i wymieniono gonty) i 1777 r. W 1835 roku została dostawiona kruchta, a w 1868 roku została wzmocniona konstrukcja ścian. W latach 70. XX wieku i w 2000 roku kościół został poddany restauracji.
Budowla jest drewniana, jednonawowa, posiada konstrukcję  zrębową. Należy do grupy późnogotyckich  kościołów odmiany wielkopolskiej. Świątynia jest orientowana. Jej prezbiterium jest mniejsze w stosunku do nawy, zamknięte jest trójbocznie, z boku znajduje się zakrystia. Z boku nawy jest umieszczona kruchta. Budowlę nakrywa dach jednokalenicowy, dwuspadowy z dużym okapem, głównie wokół prezbiterium z zaczepami, pokryty gontem. W centralnej części znajduje się wieżyczka na sygnaturkę. Jest ona zwieńczona blaszanym cebulastym dachem hełmowym z latarnią i chorągiewką z datą „1777”. Od tyłu pod okapem na zewnątrz świątyni są zawieszone dwa dzwony z 1746 i 1799 roku. wnętrze nakryte jest płaskim stropem obejmującym nawę i prezbiterium. Chór muzyczny jest podparty dwoma słupami. Belka tęczowa z ludową Grupą Pasyjną powstała w XIX wieku. Styl późnorenesansowy  reprezentują: ołtarz główny (typu szafiastego) powstały około 1600 roku, ołtarz boczny i ambona pochodzące z 1 połowy XVII wieku. Drugi ołtarz boczny reprezentuje styl  barokowy  i powstał w 2 połowie XVIII wieku.

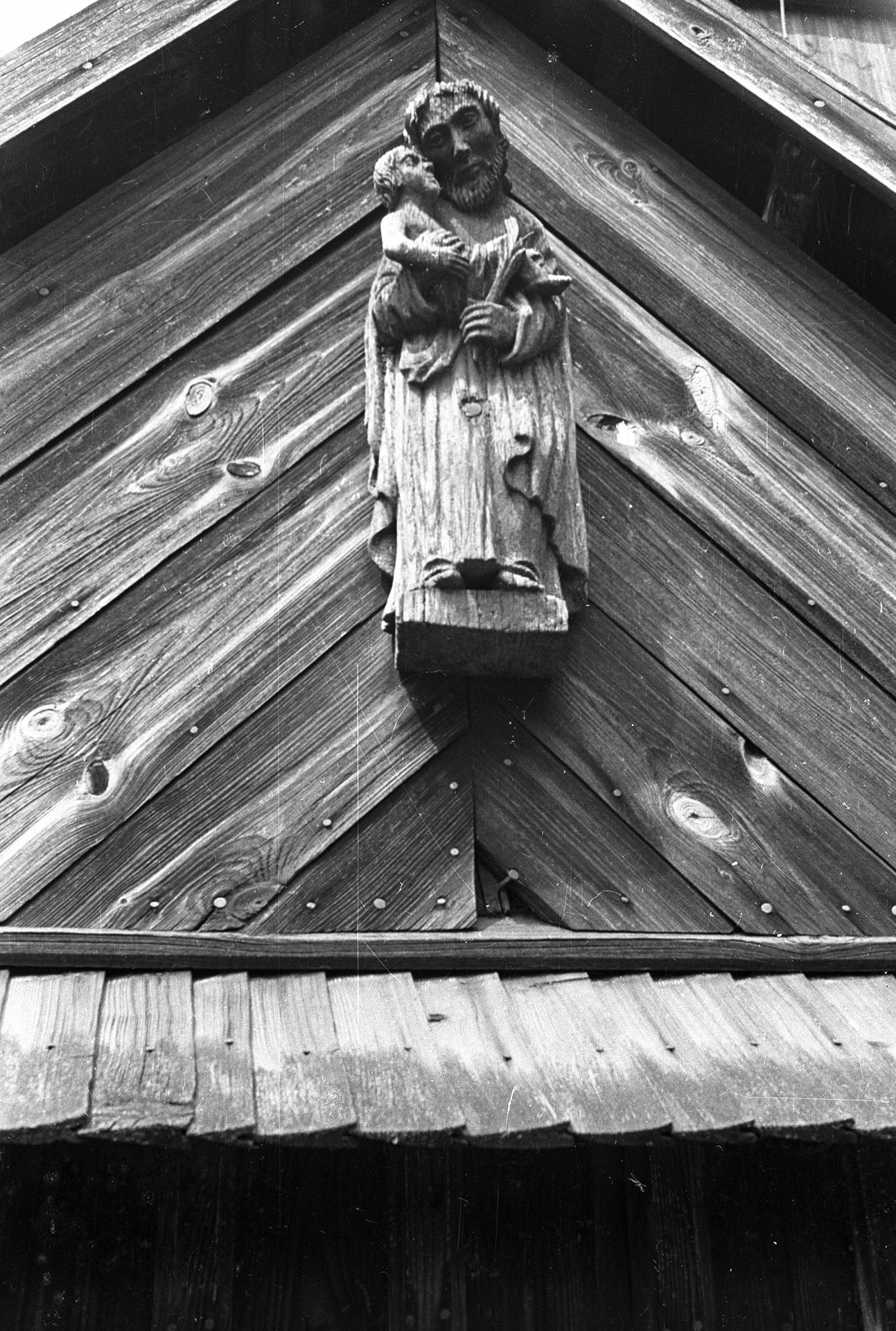
Rzeźba św. Józefa nad bocznym wejściem do kościoła
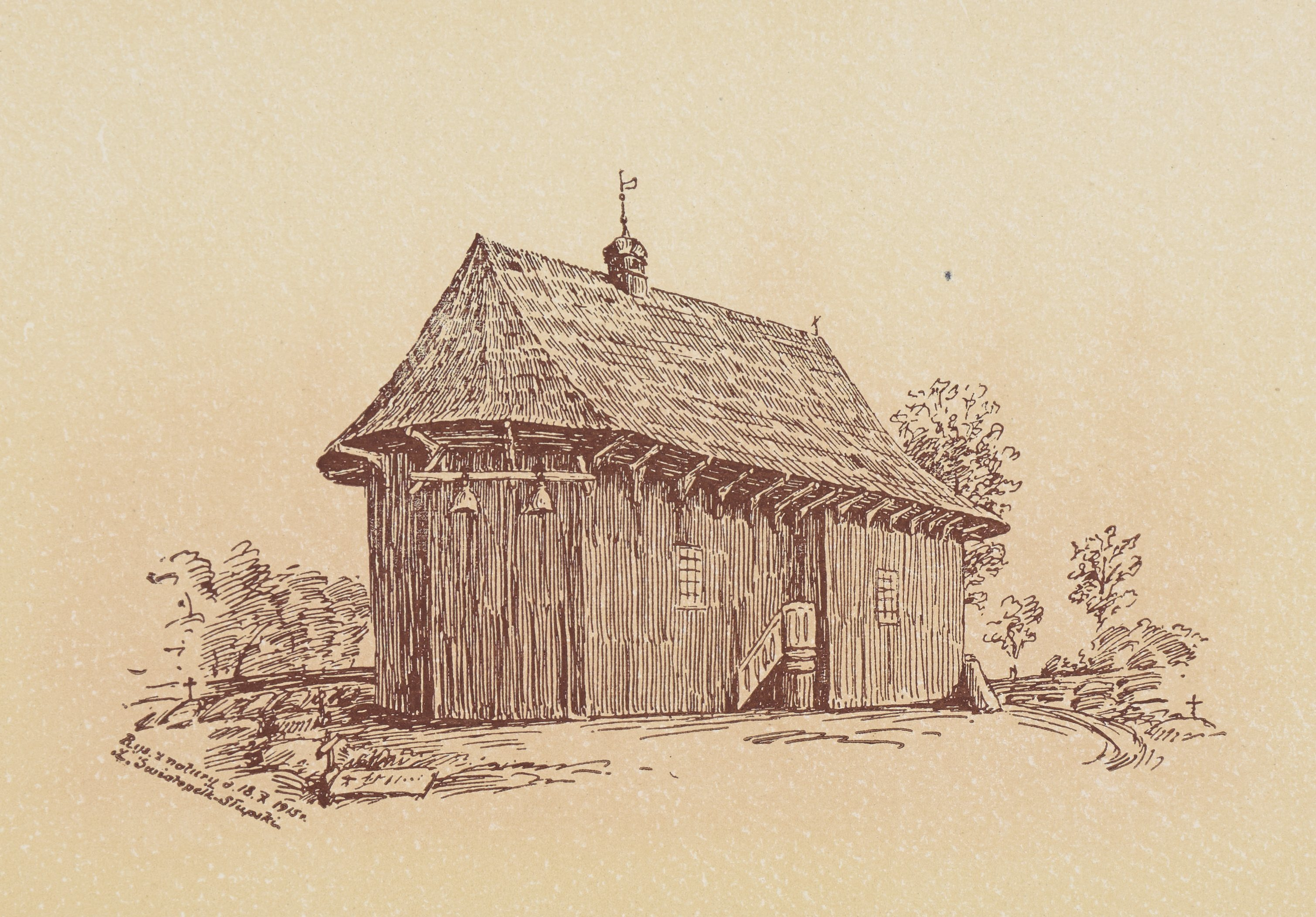
Widok kościoła przed 1917